# Audi Sport quattro

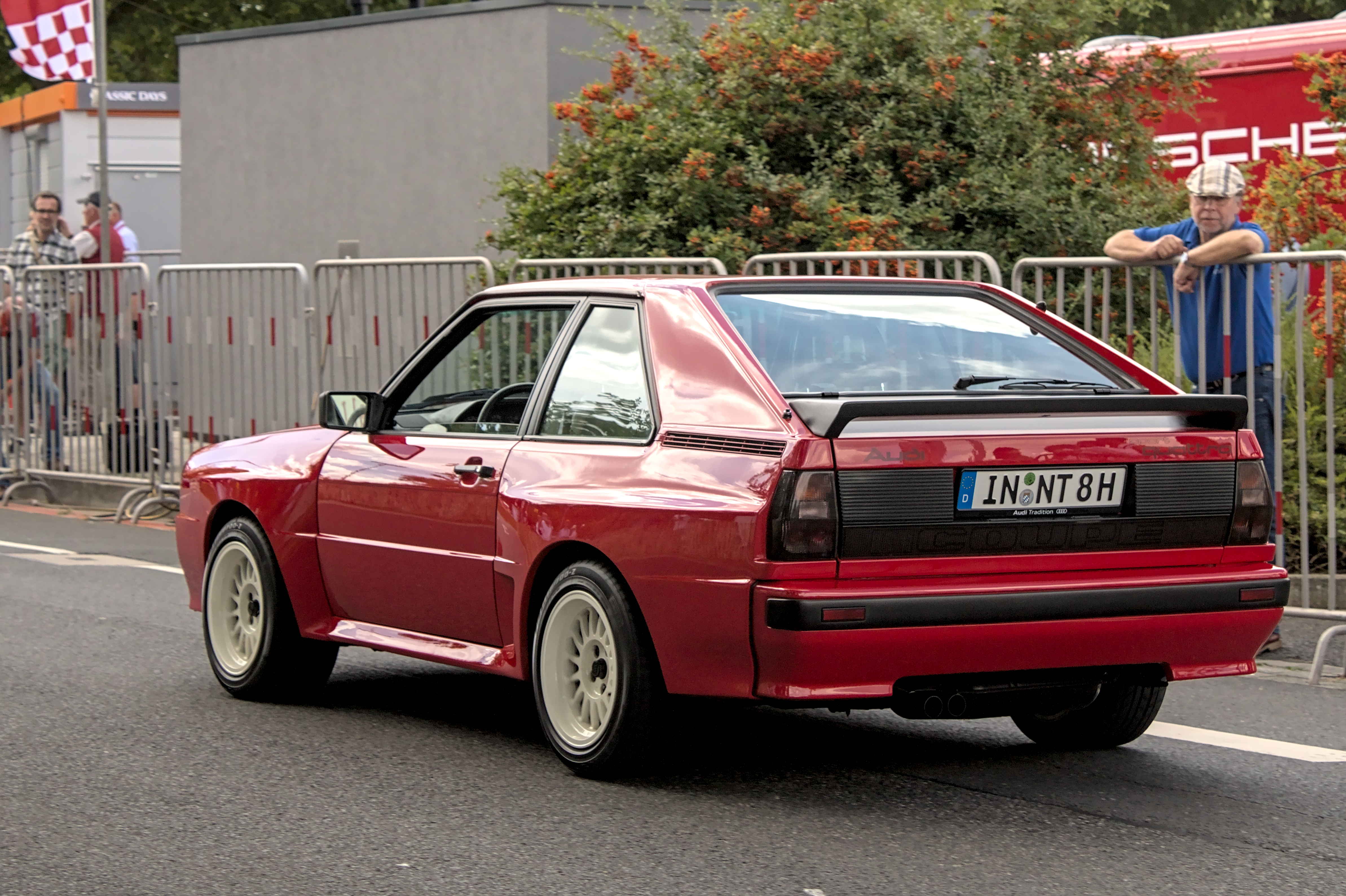
Heckansicht

Der Audi Sport quattro ist ein Sportwagen von Audi, der erstmals 1983 auf der IAA in Frankfurt vorgestellt wurde. Er wurde auf Basis des Audi quattro für den Rallyesport entwickelt und von Herbst 1984 bis Sommer 1985 in einer Stückzahl von nur 220 Einheiten für die benötigte FIA-Homologation der Gruppe B produziert.

## Entstehung
Nach dem Rallyeeinstieg von Audi im Jahr 1981 konnte das Werksteam mit dem Audi quattro bereits 1982 die Markenweltmeisterschaft gewinnen. Im Jahr 1983 folgte der WM-Fahrertitel durch Hannu Mikkola. Doch die Konkurrenz wurde im Laufe der Zeit immer stärker. Mit reinen Rennmaschinen, wie dem Peugeot 205 Turbo 16 mit Mittelmotor, konnte der Rallye-quattro, der auf Basis eines Serienwagens konstruiert worden war, nicht länger mithalten. So entschied man sich bei Audi bereits 1983 für die Konstruktion eines neuen Fahrzeuges – des Sport quattro, auch „der Kurze“ genannt. Zwar sieht der Sport quattro dem quattro äußerlich ziemlich ähnlich, doch haben die beiden außer ihrem Namen nicht viele Gemeinsamkeiten. Zusätzlich nahm man für die Saison 1984 Walter Röhrl unter Vertrag. Dieser sollte bei Audi hauptsächlich Entwicklungsarbeit leisten.
Auf der Internationalen Automobil-Ausstellung 1983 wurde der Sport quattro erstmals der Öffentlichkeit vorgestellt. Im Dezember 1984 begann seine Auslieferung.

## Karosserie
Bei der Karosserie konnte Audi durch die Vielzahl seiner Modelle im sogenannten Baukastensystem vorgehen. Basis des Sport quattro ist bis zur B-Säule die zweitürige Audi-80-Limousine und ab der B-Säule der Audi quattro. Der Sport quattro ist 320 mm kürzer als der Audi quattro. Die Seitentüren stammen komplett vom Audi 80. Die Heckklappe besteht aus glasfaserverstärktem Polyesterharz, wie es auch für den Frontspoiler des Audi quattro verwendet wurde. Kotflügel, Seitenteile hinten, Dach, Motorhaube, Front- und Heckschürze wurden von der Firma Seger und Hoffmann in der Schweiz gefertigt und geliefert. Diese Teile bestehen aus mehrschichtigem Aramidgewebe, Epoxidharz und verschiedenen Zusätzen. Die Herstellung und Bearbeitung dieses formstabilen und dennoch leichten Materials machte auch einen Großteil der Gesamtkosten des Audi Sport quattro aus.

## Motor
Nie zuvor wurden, wie hier, im Serienautomobilbau alle technischen Möglichkeiten zur Leistungssteigerung nebeneinander eingesetzt. Neben der bereits aus dem Audi 200 Turbo und Audi quattro bekannten Abgasturboaufladung wurde beim Audi Sport quattro ein Zylinderkopf mit vier Ventilen pro Zylinder verwendet. Um trotz des für Turbomotoren im Wettbewerb festgelegten sogenannten „Turbofaktors“ von 1,4 unter 3 Liter zu bleiben, wurde der Hubraum durch Verkleinerung der Bohrung von 79,5 mm auf 79,3 mm von 2,144 auf 2,133 Liter reduziert:
2,144 l × 1,4 = 3,0016 l
2,133 l × 1,4 = 2,9862 l
Das war wichtig, da Fahrzeuge mit weniger als 3 Liter Hubraum laut Reglement unter 1000 kg wiegen durften. Entsprechend der Funktion des Audi Sport quattro als geplantes Siegerauto auf nationalen und internationalen Rallyepisten war das Gesamtkonzept des Motors so ausgelegt, dass für den sportlichen Einsatz eine weitere Leistungssteigerung auf 450 bis 500 PS relativ einfach zu realisieren war.
Um das Mehrgewicht des Vierventil-Zylinderkopfes und des größeren Turboladers auszugleichen, wurde der Motorblock aus Aluminium gefertigt. Außerdem wurde beim Sport quattro erstmals bei einem Turbomotor von Audi eine neue, vollelektronische Einspritzanlage eingesetzt.
Der Motor des Audi Sport quattro erreichte eine Leistung von 225 kW (306 PS) und 350 Nm Drehmoment. Der Fünfzylinder-Vierventilmotor mit K27-Turbolader von KK&K erlaubte einen Ladedruck von bis zu 2,04 bar.

## Ausstattung
Der Audi Sport quattro hatte eine sehr umfangreiche Serienausstattung. Mehrausstattungen waren ab Werk für den Sport quattro nicht vorgesehen.

### Außenausstattung
- in den Frontspoiler integrierte Stoßfänger in Wagenfarbe
- in die Heckschürze integrierte Stoßfänger in Wagenfarbe mit schwarzer Blende
- Verbundglas-Windschutzscheibe mit grünem Colorstreifen
- grüne Wärmeschutzverglasung
- Luftleitschaufeln auf beiden Scheibenwischerarmen
- abschließbarer Kraftstoffbehälterdeckel
- Leichtmetallräder in Speichendesign, im Format 9J×15
- Stahlgürtelreifen 235/45 VR15 (Michelin)
- Reserverad wie Fahrbereifung
- schwarzer Heckspoiler
- schwarze Zierblende rechts und links neben der Nummernschildeinprägung
- schwarzes, durchgehendes Leuchtband zwischen SBBR-Leuchten

### Funktionsausstattung
- Halogen-Hauptscheinwerfer
- Blinkleuchten in die Stoßfänger integriert
- schwarze SBBR-Leuchten
- zwei Rückfahrleuchten
- Zweistufenschaltung und Tipp-Wisch-Kontakt für die Scheiben-Wisch-Wasch-Anlage
- heizbare Heckscheibe
- Heckscheiben-Wisch-Wasch-Anlage
- kombiniertes Lüftungs- und Heizungssystem mit vierstufigem Gebläse, Fußraumausströmer vorn und einstellbaren Ausströmern in der Schalttafel
- Instrumenteneinsatz mit elektronischem Geschwindigkeitsmesser, Kilometerzähler, Tageskilometerzähler, Ladedruckanzeige, LCD-Digital-Zeit-Uhr, elektronischem Drehzahlmesser, Voltmeter, Kraftstoffvorratsanzeige
- Kontrollleuchten für Fernscheinwerfer, Nebelschlussleuchte, Kühlflüssigkeitsstandanzeige, Öldruck, Zentralhydraulik, Antiblockiersystem, Handbremse, heizbare Heckscheibe, Sitzheizung, Batteriespannung
- Zusatzinstrumente in der Mittelkonsole: Kühlmitteltemperaturanzeige, Öltemperatur- und Öldruckanzeige, Zugschalter mit Kontrollleuchten für zugeschaltete Differenzialsperren
- Stereo-Kassetten-Radio-Anlage mit vier Lautsprechern (Radio Brüssel II) und Überblendreglern für die Lautsprecher
- regelbare, rötliche Instrumentenbeleuchtung
- Beleuchtung für Bedienelemente
- beleuchteter Ascher und Zigarettenanzünder in der Mittelkonsole
- elektrisch beheizbarer Fahrer- und Beifahrersitz
- Innenleuchte mit Kontaktschaltern an den Türen
- separate Gepäckraumleuchte
- Servolenkung
- Antiblockiersystem (ABS)
- Doppelton-Fanfare
- Doppelendrohr für die Abgasanlage (Edelstahl)

Der Sport quattro war im freien Verkauf in folgenden Farben erhältlich:
- Tornadorot (klassische italienische Rennsportfarbe)
- Kopenhagenblau (klassische französische Rennsportfarbe)
- Malachitgrün (klassische englische Rennsportfarbe)
- Alpinweiß (als Ersatz für die klassische deutsche Rennsportfarbe Silber)

Für den damaligen Audi-Vorstand Ferdinand Piëch wurden auf Wunsch zwei Exemplare in Schwarz angefertigt.

## Stückzahlen
Der Audi Sport quattro wurde in einer Stückzahl von 220 Einheiten hergestellt, für weitere 4 Exemplare wurden Einzelteile produziert. Die Produktion teilte sich wie folgt auf:
- 4 Stück in Einzelteilen vormontiert, welche aber nicht komplettiert wurden (Angabe Audi Motorsport)
- 134 Stück in Tornadorot
- 48 Stück in Alpinweiß
- 21 Stück in Kopenhagenblau
- 15 Stück in Malachitgrün
- 2 Stück in Schwarz

Von den Fahrzeugen in der Farbe Tornadorot kamen 89 in den freien Verkauf. 6 Fahrzeuge waren Prototypen, 19 waren Versuchsfahrzeuge und 20 Exemplare wurden als Rallye-Einsatzfahrzeuge von Audi Motorsport selbst genutzt.

## Preise
Der Audi Sport quattro wurde ab Dezember 1984 für einen Preis von 195.000 DM angeboten und war somit damals das teuerste deutsche Serienfahrzeug. Im Vergleich dazu kam ein Porsche 911 Turbo nur auf gut die Hälfte des Preises, nämlich auf 100.000 DM. Zum 1. Januar 1985 wurde der Preis auf 203.850 DM angehoben.
Dreißig Jahre nach der Produktion kosten gut erhaltene Fahrzeuge ein Vielfaches des Neupreises. 2015 erzielte ein Exemplar aus dem Baujahr 1984 bei einer Auktion von RM Sotheby’s in Arizona einen Kaufpreis von 401.500 US-Dollar, 2016 in London, ebenfalls bei RM Sotheby’s, ein 1986er-Modell gar 403.200 Britische Pfund. Auf dem freien Markt datiert der bislang höchste öffentlich dokumentierte Preis aus dem Jahr 2019, als der Berliner Händler PreSelect über den Online-Marktplatz Classic Trader einen Sport quattro von 1985 für 425.000 EUR nach Portugal verkaufte.

## Testwerte
- 0–100 km/h:  4,5 s[4]
- 0–120 km/h:  6,3 s[4]
- 0–200 km/h: 18,4 s[4]
- 1 km mit stehendem Start: 23,9 s[5]
- Höchstgeschwindigkeit: 248 km/h[5]

## Motorsport

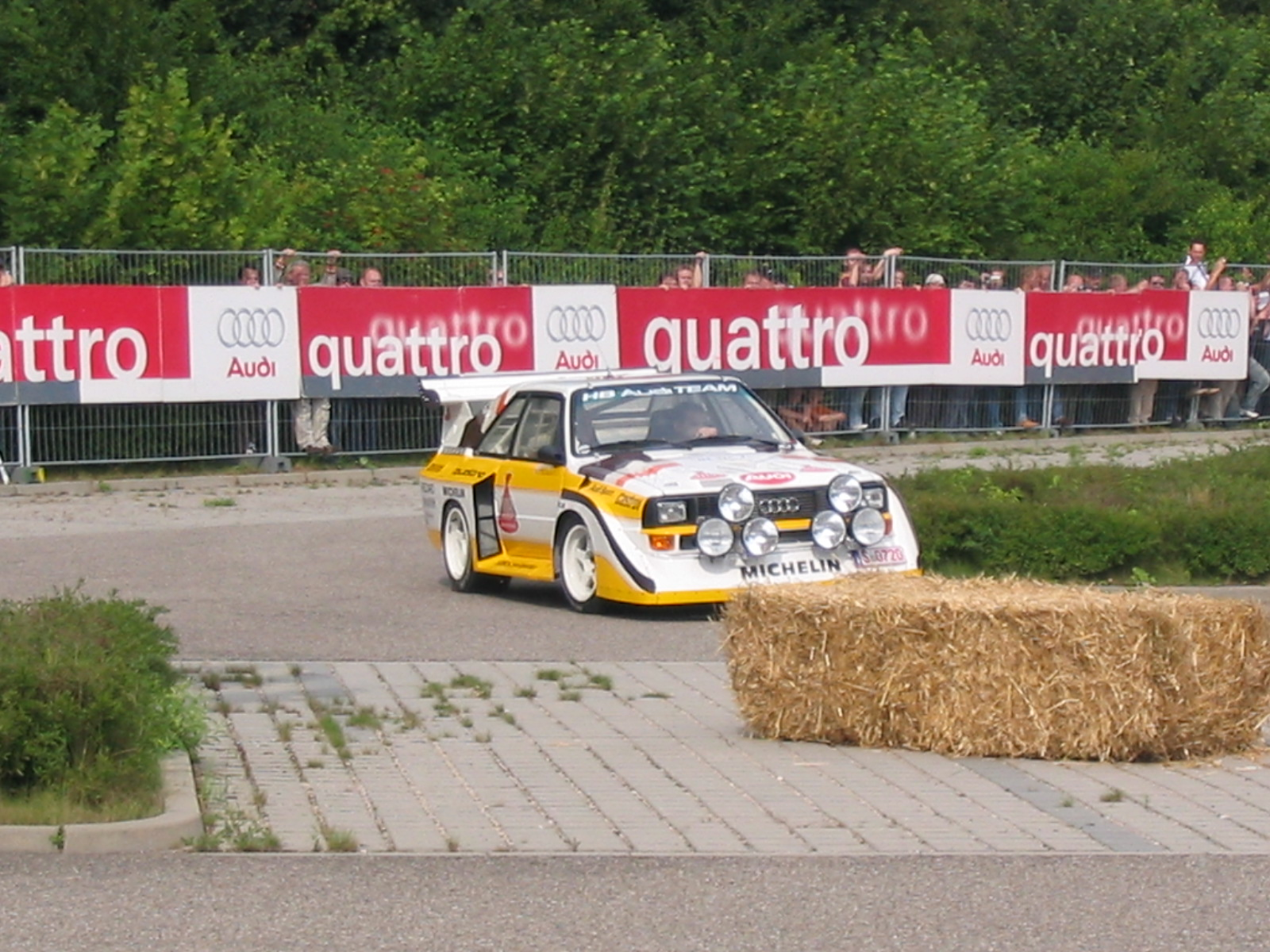
Audi Sport quattro E2

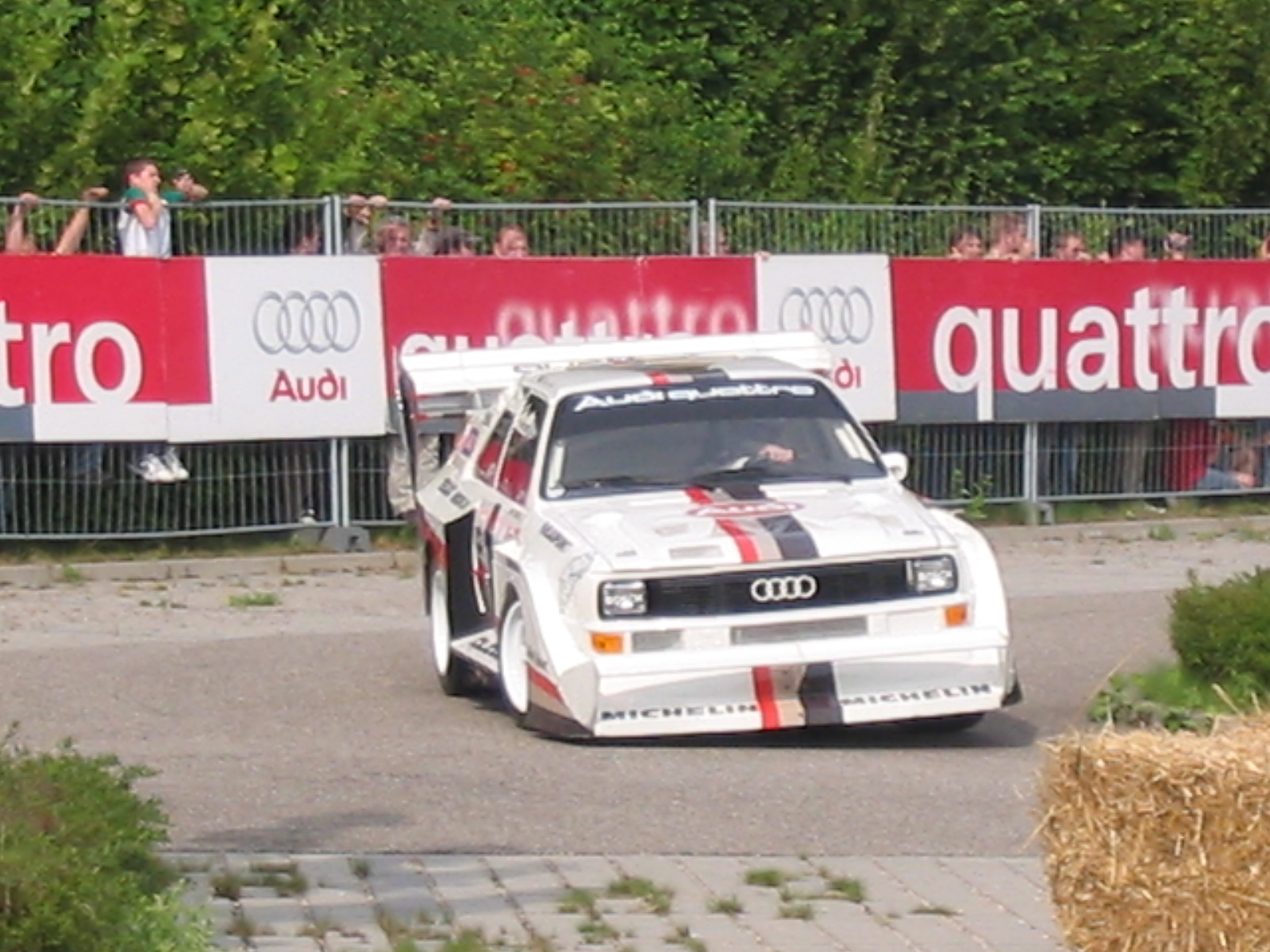
Sport quattro E2 Pikes Peak

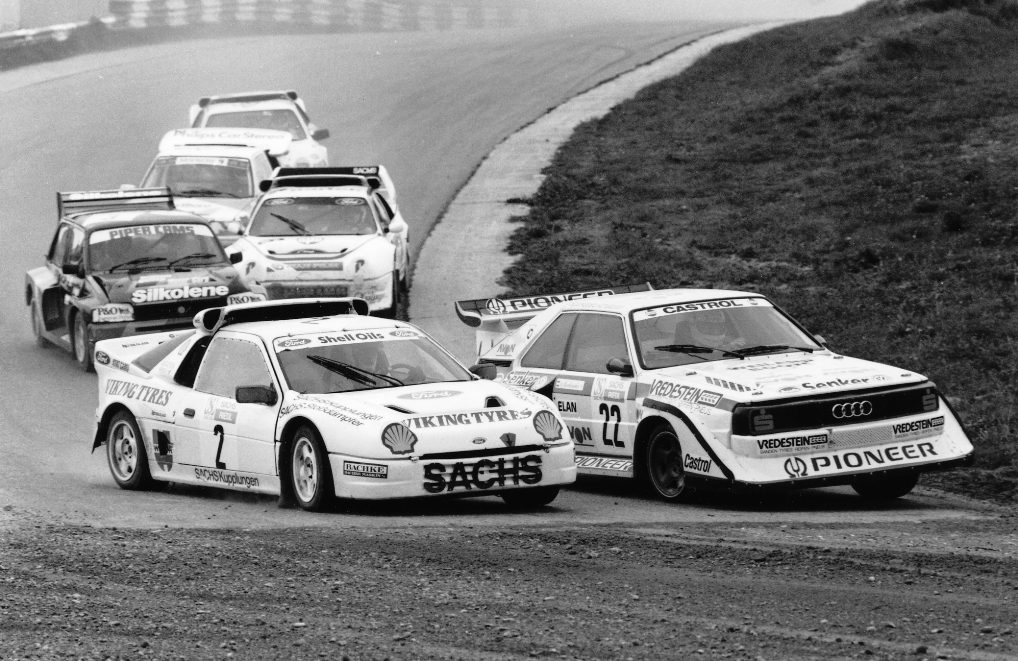
Herbert Breiteneder (Audi Sport quattro E2) im Zweikampf mit Martin Schanche (Ford RS200 E2) beim Rallycross-EM-Lauf 1989 in Melk

Vom Audi Sport quattro wurden zwar rund 170 Einheiten an Privatleute verkauft, doch war seine eigentliche Bestimmung der Renneinsatz in der Rallye-Weltmeisterschaft. Seinen ersten Auftritt dort hatte er bei der Korsika-Rallye des Jahres 1984. Doch der Sport quattro S1 erwies sich anfänglich als relativ unhandlich. Außerdem hatte der Motor mit Temperaturproblemen zu kämpfen, die im Laufe der Zeit aber behoben wurden. Bei der Rallye Elfenbeinküste 1984 konnte Stig Blomqvist ihn durch Schlamm und Staub zum Gesamtsieg und damit für sich und Audi zu beiden WM-Titeln pilotieren. 1985 bestritt der Sport quattro S1 seine erste volle Rallye-Saison. Die Zeichen der Zeit hatten sich aber bereits gegen Audi gewendet. Die neuen, reinrassigen Gruppe-B-Rennwagen der Konkurrenz waren dem von einem Straßenwagen abstammenden Sport quattro eindeutig überlegen.
Doch Audi entwickelte insgesamt 20 Exemplare des Sport quattro weiter, die jedoch nicht auf der S1-Version basierten. Unter voller Ausnutzung des FIA-Reglements für Evolutionsversionen wurde der Sport quattro mit Flügeln und Spoilern versehen und hieß danach Sport quattro E2. Diese Spoiler verliehen ihm sowohl bei hohen Geschwindigkeiten als auch in Kurven ausreichend Abtrieb. Der Sport quattro E2 debütierte Anfang Juli 1985 bei der Olympus-Rallye (damals Aspirant-Wettbewerb für die Rallye-WM 1986) in den USA, wo Hannu Mikkola ihn zu einem eindrucksvollen Gesamtsieg fuhr. Walter Röhrl feierte dann bei der San-Remo-Rallye 1985 den einzigen Sieg eines Sport quattro E2 bei einem Weltmeisterschaftslauf. Nach einem Unfall bei der Rallye Portugal 1986, bei dem 3 Zuschauer getötet und 33 verletzt wurden, zog sich Audi vorläufig aus der Rallye-WM zurück.
Im Jahr 1987 holte Audi den „Kurzen“ aber noch einmal auf die Rennstrecke zurück. Und zwar in der stärksten jemals von Audi selbst gebauten Version. Der Audi Sport quattro E2 Pikes Peak sollte zusammen mit Walter Röhrl Motorsportgeschichte schreiben. Das Fahrzeug wurde aerodynamisch im Vergleich zum „normalen“ E2 noch weiter verbessert. Auch der Motor bekam zusätzliche Leistung. Walter Röhrl hatte nun Audi zufolge 598 PS zur Verfügung. Röhrl bestritt mit diesem Fahrzeug das Pikes Peak International Hill Climb in Colorado (USA). Audi gewann dieses als Race To The Clouds bekannte Bergrennen bereits in den Jahren 1984 (Mouton/Pons, Klassensieg), 1985 (Michèle Mouton, Gesamtsieg) und 1986 (Bobby Unser sen., Gesamtsieg). Doch 1987 sollte die Konkurrenz besonders stark sein. Am Ende gewann Walter Röhrl mit 7 Sekunden Vorsprung vor seinem stärksten Konkurrenten Ari Vatanen in einem Peugeot 205 T16 E2, der kurz vor dem Ziel mit technischen Problemen zu kämpfen hatte. Röhrl war auch der erste Fahrer, der am Pikes Peak in weniger als 11 Minuten siegte. 10 Minuten und 47,85 Sekunden stellten einen neuen Streckenrekord dar. Seither wurde dieser Rekord von keinem anderen Fahrzeug mit Frontmotor unterboten.
Audi zog sich nach diesem Bergrennen auf Schotter und einigen halbherzigen Versuchen mit dem Audi 200 quattro aus dem Rallyesport zurück und konzentrierte sich bald darauf auf Rundstreckenrennen. Nachdem die FIA Ende 1986 die Gruppe-B-„Monster“ aus der Rallye-WM verbannt hatte, nahmen einige Sport quattro S1 und E2 noch über mehrere Jahre lang im Autosport Rallycross erfolgreich an vielen Rennen teil, beispielsweise unter dem Österreicher Herbert Breiteneder. Die potentesten von ihnen hatten für die hier üblichen kurzen Sprintdistanzen hochgezüchtete Triebwerke, deren Leistung irgendwo zwischen 650 und 700 PS angesiedelt war.

## Leistungsangaben
Angegeben sind jeweils die maximale Motorleistung und die Beschleunigung von 0 auf 100 km/h in Sekunden.
- Audi Sport quattro: 225 kW (306 PS); 4,9 s
- Audi Sport quattro S1 (Rallyeausführung): 331 kW (450 PS); 3,5 s
- Audi Sport quattro E2: 390 kW (530 PS); 2,6 s (Doppelkupplungsgetriebe von Porsche) bzw. 3,1 s (manuelles Getriebe)
- Audi Sport quattro E2 Pikes Peak: 440 kW (598 PS); weniger als 2,5 s